# Article 58 du code pénal de la RSFSR

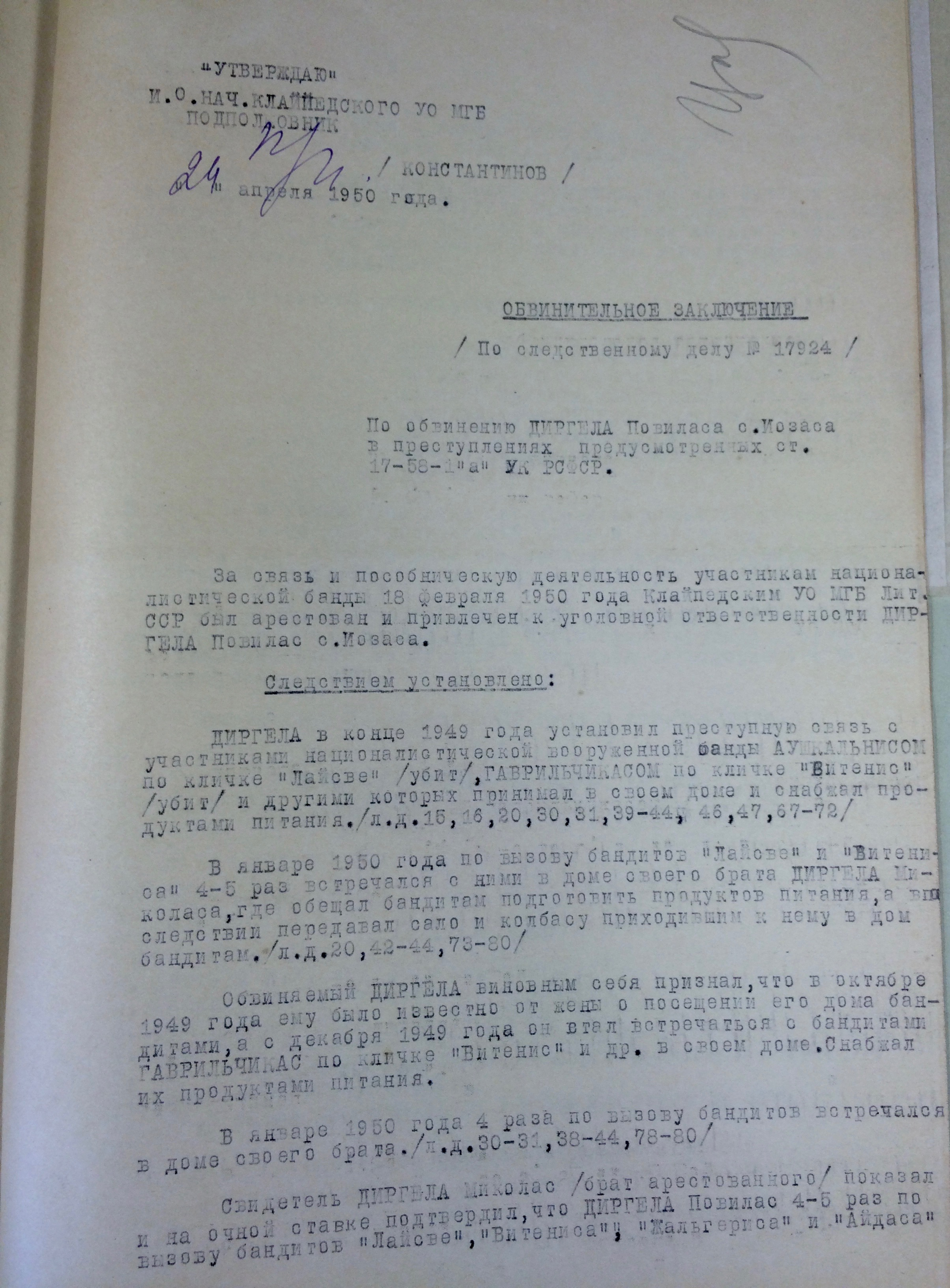
Acte d'accusation du 24/04/1950 se référant à l'article 58 du code pénal de la RSFSR.

L'article 58 du code pénal de la RSFSR (République socialiste fédérative soviétique de Russie) a été instauré le 25 février 1927 pour arrêter les personnes soupçonnées d'activités contre-révolutionnaires. Il a été revu plusieurs fois et étendu significativement le 8 juin 1934. 
Cet article introduit dans le droit pénal de la RSFS de Russie les notions d'« ennemis du peuple », de « traîtres » et de « saboteurs ». Il a conduit à l'emprisonnement d'un grand nombre de personnes, dont une multitude d'innocents. Les peines pouvaient aller jusqu'à 10 ans d'emprisonnement et étaient fréquemment étendues pour une période indéterminée, sans procès ni délibération.
Les codes pénaux des autres républiques soviétiques comportaient également des articles de même nature.
Après la dénonciation du stalinisme par Nikita Khrouchtchev, le code a été largement réécrit.
Varlam Chalamov, dans ses Récits de la Kolyma relatant ses 25 ans de captivité en goulag, montre les conséquences des sigles qui identifie les zeks d'après leur peine (Article 58, alinéa tant): risque plus fort de se faire fusiller, ou d'être envoyé dans des brigades de travail aux conditions très dures, impossibilité d'obtenir des postes d'infirmier etc.

## Traduction (à partir de l'anglais) du texte de l'article 58
SECTION SPÉCIFIQUE, PREMIER CHAPITRE, Crimes d'État - Crimes contre-révolutionnaires

### Article 58-1.
On entend par "contre-révolutionnaire" toute action visant à renverser, à subvertir ou à affaiblir le pouvoir des conseils ouvrier-paysan ou de leur gouvernement ouvrier-paysan élu (conformément à la Constitution de l'URSS et aux constitutions des républiques de l'union) de l'URSS, des républiques de l'union ou autonomes, ou à la subversion ou à l'affaiblissement de la sécurité extérieure de l'URSS et des acquis économiques, politiques et nationaux fondamentaux de la révolution prolétarienne.
Compte tenu de la solidarité internationale des intérêts de tous les travailleurs, les actes sont également considérés comme "contre-révolutionnaires" lorsqu'ils sont dirigés contre tout autre gouvernement ouvrier, même s'il ne fait pas partie de l'URSS.
58-1a. Trahison envers la patrie, c'est-à-dire des actes commis par des citoyens de l'URSS portant atteinte à la puissance militaire de l'URSS, à sa souveraineté nationale ou à l'inviolabilité de son territoire, tels que : espionnage, trahison de secrets militaires ou d'État, passage du côté de l'ennemi, fuite (par voie terrestre ou aérienne) à l'étranger, sera punissable par -- la mesure suprême de la peine criminelle : fusillade avec confiscation de tous les biens, 
ou avec des circonstances atténuantes -- privation de liberté pour une durée de 10 ans avec confiscation de tous les biens [20 juillet 1934 (SU n° 30, art. 173)]
58-1b. Les mêmes crimes, commis par des militaires, sont punissables par la mesure suprême de la peine criminelle -- fusillade avec confiscation de tous les biens [20 juillet 1934 (SU n° 30, art. 173)]
58-1v. En cas de fuite (par voie terrestre ou aérienne) à travers la frontière par un militaire, les membres adultes de sa famille, s'ils ont aidé de quelque manière que ce soit à la préparation ou à l'exécution de la trahison, ou s'ils étaient simplement au courant et n'ont pas signalé aux autorités, seront punissables par -- la privation de liberté pour une durée de 5 à 10 ans, avec confiscation de tous les biens. 
Les autres membres adultes de la famille du traître, vivant avec lui ou à sa charge au moment de la perpétration du crime, seront privés de leurs droits de vote et exilés dans des districts éloignés de Sibérie pendant 5 ans. [20 juillet 1934 (SU n° 30, art. 173)]
58-1c. Le fait pour un militaire de ne pas dénoncer la préparation ou l'exécution de la trahison sera punissable par -- la privation de liberté pour 10 ans. 
Un tel défaut de dénonciation par d'autres citoyens (non militaires) sera puni conformément à l'article 58-12. [20 juillet 1934 (SU n° 30, art. 173)]

### Article 58-2.
Soulèvement armé ou incursion à des fins contre-révolutionnaires sur le territoire soviétique par des bandes armées, prise de pouvoir dans le centre ou les régions à des fins identiques, ou, en particulier, dans le but de séparer de force de l'URSS et d'une république de l'union individuelle, une partie de son territoire, ou de rompre les accords entre l'URSS et les États étrangers, sera punissable par la mesure suprême de défense sociale -- fusillade, ou proclamation comme ennemi des travailleurs, avec confiscation des biens et privation de la citoyenneté de la république, ainsi que de la citoyenneté de l'Union soviétique et expulsion perpétuelle au-delà des frontières de l'URSS, avec la possibilité, dans des circonstances atténuantes, de réduire à la privation de liberté pour une durée de trois ans minimum, avec confiscation de tout ou partie de ses biens [6 juin 1927 (SU n° 49, art. 330)].

### Article 58-3.
Collusion à des fins contre-révolutionnaires avec un État étranger ou ses représentants individuels, et de même aide par tous les moyens à un État étranger, engagé dans la guerre contre l'URSS, ou menant contre l'URSS une lutte par l'intervention ou le blocus, sera punissable par -- les mesures de défense sociale, indiquées à l'article 58-2 de ce code. [6 juillet 1927 (SU n° 49, art. 333)]

### Article 58-4.
L'offre de tout type d'aide à cette partie de la bourgeoisie internationale, qui, ne reconnaissant pas les droits égaux d'un système communiste remplaçant un système capitaliste, s'efforce de le renverser, et de même à des groupes et organisations publics, étant sous l'influence ou directement organisés par cette bourgeoisie, dans la réalisation d'activités hostiles envers l'URSS, sera punissable par -- la privation de liberté pour une durée d'au moins trois ans avec confiscation de tout ou partie de ses biens, avec une augmentation, dans des circonstances particulièrement aggravantes, jusqu'à la mesure suprême de défense sociale -- fusillade ou déclaration comme ennemi des travailleurs, avec privation de la citoyenneté de sa république, et de même, de la citoyenneté de l'URSS et expulsion au-delà des frontières de l'URSS pour toujours, avec confiscation des biens. [6 juin 1927 (SU n° 49, art. 330)].

### Article 58-5.
Adhésion à un État étranger ou à des groupes publics en son sein, par le biais de relations avec ses représentants, l'utilisation de faux documents ou d'autres moyens, en vue d'une déclaration de guerre, d'une intervention armée dans les affaires de l'URSS ou d'autres actions hostiles, par exemple : blocus, saisie de biens de l'État de l'URSS ou des républiques de l'union, rupture des relations diplomatiques, rupture des traités conclus avec l'URSS, etc., sera punissable par -- les mesures de défense sociale, indiquées à l'article 58-2 de ce code. [6 juin 1927 (SU n° 49, art. 330)]

### Article 58-6.
Espionnage, c'est-à-dire la transmission, la saisie ou la collecte, dans le but de la transmission, d'informations, étant un secret d'État spécialement conservé en raison de son contenu, à des gouvernements étrangers, des organisations contre-révolutionnaires et des particuliers, sera punissable par -- la privation de liberté pour une durée d'au moins trois ans, avec confiscation de tout ou partie de ses biens, 
ou dans les cas où l'espionnage a entraîné ou pourrait entraîner des conséquences particulièrement graves pour les intérêts de l'URSS -- la mesure suprême de défense sociale,  fusillade ou proclamation comme ennemi des travailleurs avec privation de la citoyenneté de sa république et, de même, de la citoyenneté de l'URSS et expulsion au-delà des frontières de l'URSS pour toujours avec confiscation des biens. 
Transmission, saisie ou collecte dans le but de la transmission d'informations économiques, ne consistant pas par son contenu en des secrets d'État spécialement conservés, mais ne pouvant pas non plus faire l'objet de publication en raison d'une interdiction légale directe, ou d'une décision de la direction du département, de l'institution ou de l'entreprise, que ce soit contre rémunération ou gratuitement, à des organisations et personnes susmentionnées, sera punissable par -- la privation de liberté pour une durée pouvant aller jusqu'à trois ans. [6 juin 1927 (SU n° 49, art. 330)].
Note de bas de page 1 : Cette information est considérée comme un secret d'État spécialement conservé, qui est énuméré dans une liste spéciale, confirmée par le Conseil des commissaires du peuple de l'URSS en coordination avec les conseils des commissaires du peuple des républiques de l'union et publiée dans un avis général. [6 juin 1927 (SU n° 49, art. 330)]
Note de bas de page 2 : En ce qui concerne l'espionnage par des personnes indiquées à l'art. 193-1 de ce code (c-à-d les personnels militaires), l'art. 193-24 de ce code reste en vigueur. [9 janvier 1928 (SU n° 12, art. 108)]

### Article 58-7.
La subversion de la production étatique, du transport, du commerce, des relations monétaires ou du système de crédit, ou de même de la coopération, à des fins contre-révolutionnaires, par l'utilisation correspondante des institutions et entreprises étatiques ou en entravant leur activité normale, et de même l'utilisation des institutions et entreprises étatiques ou en entravant leur activité, dans l'intérêt des anciens propriétaires ou des organisations capitalistes intéressées, sera punissable par -- les mesures de défense sociale, indiquées à l'article 58-2 de ce code. [6 juin 1927 (SU n° 49, art. 330)].

### Article 58-8.
La perpétration d'actes terroristes, dirigés contre les représentants de l'autorité soviétique ou les activistes des organisations révolutionnaires des travailleurs et des paysans, et la participation à l'exécution de tels actes, même par des personnes n'appartenant pas à une organisation contre-révolutionnaire, sera punissable par -- les mesures de défense sociale, indiquées à l'article 58-2 de ce code. [6 juin 1927 (SU n° 49, art. 330)].

### Article 58-9.
La destruction ou les dommages dans un but contre-révolutionnaire par explosion, incendie criminel ou tout autre moyen, des voies ferrées ou d'autres routes et moyens de transport, des moyens de communication publics, des conduites d'eau, des dépôts publics et autres structures, ou des biens de l'État et de la communauté, sont passibles -- des mesures de défense sociale, telles qu'indiquées à l'article 58-2 de ce code. [6 juin 1927 (SU n° 49, art. 330)].

### Article 58-10.
La propagande ou l'agitation contenant un appel au renversement, à la subversion ou à l'affaiblissement de l'autorité soviétique ou à la réalisation d'autres crimes contre-révolutionnaires (articles 58-2 à 58-9 de ce code), ainsi que la distribution, la préparation ou la possession de littérature de cette nature sont passibles de -- la privation de liberté pour une durée d'au moins six mois. 
Les mêmes actions pendant des troubles de masse, ou avec l'utilisation des préjugés religieux ou nationalistes des masses, ou dans une situation de guerre, ou dans des zones proclamées en situation de guerre, sont passibles -- des mesures de défense sociale, telles qu'indiquées à l'article 58-2 de ce code. [6 juin 1927 (SU n° 49, art. 330)].

### Article 58-11.
Tout type d'activité organisationnelle visant à la préparation ou à la réalisation de crimes mentionnés dans ce chapitre, ainsi que la participation à une organisation formée pour la préparation ou la réalisation de l'un des crimes mentionnés dans ce chapitre, sont passibles -- des mesures de défense sociale, telles qu'indiquées dans les articles correspondants de ce code. [6 juin 1927 (SU n° 49, art. 330)].

### Article 58-12.
Le défaut de dénoncer un crime contre-révolutionnaire, reconnu comme étant en préparation ou commis, est passible de -- privation de liberté pour une durée d'au moins six mois. [6 juin 1927 (SU n° 49, art. 330)]

### Article 58-13.
La participation active ou le combat actif contre la classe ouvrière et le mouvement révolutionnaire, manifestés dans une position responsable ou secrète dans le régime tsariste, ou avec les gouvernements contre-révolutionnaires dans une période de guerre civile, sont passibles -- des mesures de défense sociale, telles qu'indiquées à l'article 58-2 de ce code. [6 juin 1927 (SU n° 49, art. 330)].

### Article 58-14.
Le sabotage contre-révolutionnaire, c'est-à-dire le refus délibéré d'accomplir certaines tâches définies ou leur exécution intentionnellement négligente, dans le but spécial de affaiblir l'autorité du gouvernement et le fonctionnement de l'appareil d'État, est passible de -- la privation de liberté pour une durée d'au moins un an, avec confiscation de tout ou partie de ses biens, avec augmentation, dans des circonstances particulièrement aggravantes, à la mesure suprême de défense sociale--l'exécution, avec confiscation des biens. [6 juin 1927 (SU n° 49, art. 330)].